# Clásico RCN 2013
La 53.ª edición del Clásico RCN (patrocinado como: Clásico RCN - Claro 2013) tuvo lugar entre el 27 de septiembre al 6 de octubre de 2013. El colombiano Camilo Gómez del equipo Coldeportes - Claro - Supérate Intercolegiados se coronó campeón con un tiempo de 36 h 44 min 22 s.

## Equipos participantes
| Equipo                                                                     | Cód. UCI | Categoría   |
| -------------------------------------------------------------------------- | -------- | ----------- |
| EPM-UNE                                                                    | EPM      | Continental |
| Aguardiente Antioqueño - Lotería de Medellín - IDEA                        |          | Aficionado  |
| GW Chaoyang - Envía - Gatorade                                             |          | Aficionado  |
| Movistar                                                                   |          | Aficionado  |
| Aguardiente Néctar                                                         |          | Aficionado  |
| Fuerzas Armadas - Ejército Nacional                                        |          | Aficionado  |
| EBSA - Indeportes Boyacá                                                   |          | Aficionado  |
| Coldeportes - Claro - Supérate Intercolegiados                             | COD      | Continental |
| Elegant House - Alcaldía de Úmbita - Hotel Villa Alegría                   |          | Aficionado  |
| Formesan - Bogotá Humana - ETB                                             |          | Aficionado  |
| Coltejer - Alcaldía de Manizales                                           |          | Aficionado  |
| Indeportes Tolima - Formar ED - Carnaval del Pollo - Toli envíos           |          | Aficionado  |
| Lotería de Boyacá se atreve - Alcaldía de Tota - Indeportes Boyacá         |          | Aficionado  |
| Más en Cristo - IMRD Chía - Leche La Gran Vía                              |          | Aficionado  |
| Ciclo Ases - Ciclo Cross                                                   |          | Aficionado  |
| Supergiros - Blanco del Valle - Redetrans - InderValle - Lotería del Valle |          | Aficionado  |

## Etapas
| Etapa      | Fecha            | Recorrido                   | Distancia (km) | Ganador                 | Líder                   |
| ---------- | ---------------- | --------------------------- | -------------- | ----------------------- | ----------------------- |
| 1.ª etapa  | 27 de septiembre | Florencia - Garzón          | 120,8          | Jorge Humberto Martínez | Jorge Humberto Martínez |
| 2.ª etapa  | 28 de septiembre | Garzón - Neiva              | 120,3          | Jaime Castañeda         | Jorge Humberto Martínez |
| 3.ª etapa  | 29 de septiembre | Neiva - Girardot            | 178            | Jairo Cano Salas        | Jorge Humberto Martínez |
| 4.ª etapa  | 30 de septiembre | Girardot - Zipaquirá        | 171,4          | Byron Guamá             | Luis Alfredo Martínez   |
| 5.ª etapa  | 1 de octubre     | Chía - La Dorada            | 198,1          | Óscar Álvarez           | Walter Pedraza          |
| 6.ª etapa  | 2 de octubre     | Doradal - Bello             | 176            | Álvaro Yamid Gómez      | Camilo Gómez            |
| 7.ª etapa  | 3 de octubre     | Caldas - Anserma            | 160,4          | Wilmar Jahir Pérez      | Camilo Gómez            |
| 8.ª etapa  | 4 de octubre     | Cartago - Cali              | 210,1          | Edward Beltrán          | Camilo Gómez            |
| 9.ª etapa  | 5 de octubre     | Yumbo - Buenaventura        | 174,2          | Cristian Talero         | Camilo Gómez            |
| 10.ª etapa | 6 de octubre     | Buenaventura - Buenaventura | 18 (CRI)       | Óscar Sevilla           | Camilo Gómez            |

## Clasificaciones finales

### Clasificación general
Los diez primeros en la clasificación general final fueron:
| Clasificación general |                         |                                                     |                  |
| Ciclista              | Ciclista                | Equipo                                              | Tiempo           |
| --------------------- | ----------------------- | --------------------------------------------------- | ---------------- |
| 1.º                   | Camilo Gómez            | Coldeportes - Claro - Supérate Intercolegiados      | 36 h 44 min 22 s |
| 2.º                   | Óscar Soliz             | Movistar                                            | + 2 min 07 s     |
| 3.º                   | Óscar Sevilla           | EPM-UNE                                             | + 2 min 21 s     |
| 4.º                   | Alex Cano               | Aguardiente Antioqueño - Lotería de Medellín - IDEA | + 2 min 44 s     |
| 5.º                   | Danny Osorio            | Coltejer - Alcaldía de Manizales                    | + 2 min 47 s     |
| 6.º                   | Diego Mauricio Calderón | Coltejer - Alcaldía de Manizales                    | + 3 min 33 s     |
| 7.º                   | Wilmar Jahir Pérez      | EBSA - Indeportes Boyacá                            | + 3 min 47 s     |
| 8.º                   | Rodolfo Torres          | Formesan - Bogotá Humana - ETB                      | + 4 min 31 s     |
| 9.º                   | Juan David Vargas       | Formesan - Bogotá Humana - ETB                      | + 5 min 16 s     |
| 10.º                  | Diego Fernando Quintero | GW Chaoyang - Envía - Gatorade                      | + 6 min 19 s     |

### Clasificación de la montaña
| Clasificación general |                    |                                                     |        |
| Ciclista              | Ciclista           | Equipo                                              | Puntos |
| --------------------- | ------------------ | --------------------------------------------------- | ------ |
| 1.º                   | Fabio Montenegro   | Formesan - Bogotá Humana - ETB                      | 111    |
| 2.º                   | Stiber Ortiz       | EPM-UNE                                             | 79     |
| 3.º                   | Álvaro Yamid Gómez | Aguardiente Néctar                                  | 62     |
| 4.º                   | Danny Osorio       | Coltejer - Alcaldía de Manizales                    | 58     |
| 5.º                   | Alex Cano          | Aguardiente Antioqueño - Lotería de Medellín - IDEA | 58     |

### Clasificación de las metas volantes
| Clasificación general |                       |                                                     |        |
| Ciclista              | Ciclista              | Equipo                                              | Puntos |
| --------------------- | --------------------- | --------------------------------------------------- | ------ |
| 1.º                   | Cristian Talero       | Fuerzas Armadas - Ejército Nacional                 | 47     |
| 2.º                   | Jaime Castañeda       | EPM-UNE                                             | 33     |
| 3.º                   | Óscar Sevilla         | EPM-UNE                                             | 22     |
| 4.º                   | Luis Alfredo Martinez | EBSA - Indeportes Boyacá                            | 19     |
| 5.º                   | Rafael Aníbal Montiel | Aguardiente Antioqueño - Lotería de Medellín - IDEA | 18     |

### Clasificación de la Combinada
| Clasificación general |                 |                                                     |        |
| Ciclista              | Ciclista        | Equipo                                              | Puntos |
| --------------------- | --------------- | --------------------------------------------------- | ------ |
| 1.º                   | Óscar Sevilla   | EPM-UNE                                             | 14     |
| 2.º                   | Alex Cano       | Aguardiente Antioqueño - Lotería de Medellín - IDEA | 21     |
| 3.º                   | Danny Osorio    | Coltejer - Alcaldía de Manizales                    | 28     |
| 4.º                   | Camilo Gómez    | Coldeportes - Claro - Supérate Intercolegiados      | 48     |
| 5.º                   | Cristian Talero | Fuerzas Armadas - Ejército Nacional                 | 71     |

### Clasificación de la regularidad
| Clasificación general |                    |                                                     |        |
| Ciclista              | Ciclista           | Equipo                                              | Puntos |
| --------------------- | ------------------ | --------------------------------------------------- | ------ |
| 1.º                   | Óscar Sevilla      | EPM-UNE                                             | 80     |
| 2.º                   | Camilo Gómez       | Coldeportes - Claro - Supérate Intercolegiados      | 79     |
| 3.º                   | Wilmar Jahir Perez | EBSA - Indeportes Boyacá                            | 60     |
| 4.º                   | Cristian Talero    | Fuerzas Armadas - Ejército Nacional                 | 58     |
| 5.º                   | Alex Cano          | Aguardiente Antioqueño - Lotería de Medellín - IDEA | 56     |

### Clasificación Sub-23
| Clasificación general |                     |                                                                    |                  |
| Ciclista              | Ciclista            | Equipo                                                             | Tiempo           |
| --------------------- | ------------------- | ------------------------------------------------------------------ | ---------------- |
| 1.º                   | Daniel Andres Rozo  | Elegant House - Alcaldía de Úmbita - Hotel Villa Alegría           | 37 h 08 min 06 s |
| 2.º                   | Edward Diaz         | Lotería de Boyacá se atreve - Alcaldía de Tota - Indeportes Boyacá | + 14 min 40 s    |
| 3.º                   | Carlos Andres Parra | Lotería de Boyacá se atreve - Alcaldía de Tota - Indeportes Boyacá | + 18 min 29 s    |
| 4.º                   | Yeison Chaparro     | Lotería de Boyacá se atreve - Alcaldía de Tota - Indeportes Boyacá | + 31 min 33 s    |
| 5.º                   | Salvador Moreno     | Coldeportes - Claro - Supérate Intercolegiados                     | + 43 min 19 s    |

### Clasificación de la combatividad
| Clasificación general |                        |                                                |        |
| Ciclista              | Ciclista               | Equipo                                         | Puntos |
| --------------------- | ---------------------- | ---------------------------------------------- | ------ |
| 1.º                   | Cristian Talero        | Fuerzas Armadas - Ejército Nacional            | 19     |
| 2.º                   | Julián Darío Atehortúa | Coldeportes - Claro - Supérate Intercolegiados | 17     |
| 3.º                   | Jaime Castañeda        | EPM-UNE                                        | 17     |
| 4.º                   | Stiber Ortiz           | EPM-UNE                                        | 16     |
| 5.º                   | Luis Alfredo Martinez  | EBSA - Indeportes Boyacá                       | 16     |

### Clasificación por equipos
| Clasificación general |                                                     |                   |
| Equipo                | Equipo                                              | Tiempo            |
| --------------------- | --------------------------------------------------- | ----------------- |
| 1.º                   | EPM-UNE                                             | 110 h 21 min 00 s |
| 2.º                   | Coldeportes - Claro - Supérate Intercolegiados      | + 3 min 12 s      |
| 3.º                   | Formesan - Bogotá Humana - ETB                      | + 4 min 50 s      |
| 4.º                   | Aguardiente Antioqueño - Lotería de Medellín - IDEA | + 14 min 44 s     |
| 5.º                   | EBSA - Indeportes Boyacá                            | + 23 min 27 s     |